# Afa Ah Loo
Arthur Folasa Ah Loo (Afa Ah Loo, geb. 1985 oder 1986 in Samoa; gest. 14. Juni 2025) war ein samoanischer Modedesigner. Er nahm an der 17. Staffel von Project Runway, einer US-amerikanischen Talentshow, teil.

## Leben

### Jugend und Ausbildung
Ah Loo wurde 1985 oder 1986 in Samoa geboren, und wuchs zusammen mit drei Brüdern und zwei Schwestern in Satupaʻitea und den Dörfern Falelima (Vaisigano), Lotopa (Tuamasaga) und Neiafu auf. Als Kind half er dabei, seine Großeltern zu unterstützen, indem er Früchte und Gemüse verkaufte. Er begann im Hauswirtschaftsunterricht seiner Highschool, dem World College, mit dem Nähen. Seine Mutter, die immer selbst genäht hat, ermutigte ihn eine Karriere als Designer einzuschlagen. Seine ersten Projekte waren Sonntagskleider für seine jüngeren Schwestern. Sein erstes Kleid für eine Erwachsene war ein Geschenk an seine Mutter.
Ah Loo war Mitglied der Kirche Jesu Christi der Heiligen der Letzten Tage und diente in einer Mission in Salt Lake City. Er studierte an der Brigham Young University-Hawaii Politikwissenschaften.

## Karriere
Ah Loo war als Designer Autodidakt. Er war stolz darauf, dass er Kleidung für alle Körpertypen entwarf.
Ah Loo brachte 2013 seine eigene Marke heraus. Im Jahr 2015 stellte Ah Loo seine Arbeiten bei der Fiji Fashion Week und der Los Angeles Fashion Week aus. Außerdem entwarf er zwei Outfits für Miss World Samoa Latafale Auva'a, die bei der Miss-World-Wahl 2015 in Sanya, China, getragen werden sollten. Ab 2016 arbeitete Ah Loo als Brautmodendesigner. 2018 vertrat er Samoa beim Commonwealth Fashion Exchange im Buckingham Palace in London. Im selben Jahr wurde er für den People’s Choice Award des Samoa Business Network nominiert.
2019 nahm Ah Loo an der 17. Staffel von Project Runway teil und belegte den 13. Platz. Im Laufe der Staffel konzentrierte er sich auf farbenfrohe und auffällig gemusterte Designs („focused on colorful and boldly patterned designs“). Er wurde auch als schnellster Näher bekannt und half manchmal anderen Teilnehmerinnen bei ihren Projekten, wenn er vorzeitig fertig wurde. Er kehrte zwei Jahre später bei Project Runway Redemption in die Show zurück.
2022 entwarf er ein Outfit für Danna Bui-Negrete von The Real Housewives of Salt Lake City. Im Jahr 2023 entwarf er das traditionelle Kleid für Miss Global Samoa Haylanni Pearl Kurrupu. 2024 entwarf er ein Outfit für die Schauspielerin Auliʻi Cravalho, welches sie bei der Premiere von Vaiana 2 tragen sollte.
2023 war Ah Loo Mitbegründer von Utah Pacific Fashion, der ersten Modenschau des Staates mit Fokus auf Designern aus Ozeanien und gründete 2024 die gemeinnützige Organisation Creative Pacific. Er war außerdem Mentor bei der Nafanua Foundation in Salt Lake City.

## Persönliches
Ah Loo lernte seine Frau Laura in Utah bei einem Besuch kennen. Er zog 2016 nach Utah. Zum Zeitpunkt von Ah Loos Tod hatte das Paar zwei kleine Kinder.

## Tod
Am 14. Juni 2025 wurde Ah Loo während der Teilnahme am No Kings-Protest in Salt Lake City angeschossen. Er wurde versehentlich angeschossen, als freiwillige „Friedenstruppen“ auf einen Mann schossen, der ein AR-15 trug. Die Polizei bestätigte später, dass Ah Loo ein unschuldiger Passant und nicht das beabsichtigte Ziel gewesen war. Er wurde in ein Krankenhaus gebracht, wo er starb. Er wurde 39 Jahre alt.
Ah Loo war das einzige Todesopfer während der landesweiten Proteste.